# Fejd
Fejd ist eine schwedische Folk-Metal-Band, die 2001 in Lilla Edet gegründet wurde.

## Geschichte
Die Brüder Patrik und Niklas Rimmerfors spielen als Duo unter dem Namen Rimmerfors Musik der Mittelalterszene auf zu der Zeit üblichen Instrumenten, wie zum Beispiel der Nyckelharpa oder der Drehleier. 2001 schlossen sie sich mit den befreundeten Musikern Lennart Specht, Thomas Antonsson und Esko Salow zur Band Fejd zusammen. Die Metal-Musiker Specht, Antonsson und Salow spielen zusammen auch in den Bands Pathos und Nostradameus. Die neue Band verbindet die harten Klänge des Metals mit den typischen melodischen Themen des Nordischen Folks. Ursprünglich wurden die Lieder komplett von den Rimmerfors-Brüdern geschrieben. Inzwischen entstehen die Werke in gemeinsamer Arbeit der gesamten Band.
Erste Auftritte absolvierte die Band 2002. Nach drei selbstproduzierten Demos und EPs erschien 2009 bei Napalm Records das Debütalbum Storm. 2010 folgte das zweite Album. Die Band trat seit 2009 auch mehrmals in Deutschland auf, unter anderem beim Wacken Open Air 2009, dem Wave-Gotik-Treffen, dem Summer Breeze Festival und dem Feuertanz-Festival 2010 sowie 2011 als Vorgruppe von Saltatio Mortis.

## Stil
Dominiert wird die Musik von Fejd von authentischen mittelalterlichen Instrumenten. E-Gitarren kamen bis 2015 nicht zum Einsatz. Die schwedischsprachigen Texte befassen sich mit der Welt der Mythen und Märchen. Mit dem Einstieg des Gitarristen Per-Owe Sovelius setzt die Band nun auch E-Gitarren ein.

## Diskografie
- 2002: I En Tid Som Var (CD; Demo in  Eigenproduktion)
- 2004: Huldran (CD; Demo in Eigenproduktion)
- 2006: Eld (CD; EP in Eigenproduktion)
- 2009: Storm (CD; Album, Napalm Records) Erschien in insgesamt 3 Versionen; Russland-Vertrieb über Irond 2009.
- 2010: Eifur (CD; Album, Napalm Records)
- 2013: Nagelfar (CD; Album, Napalm Records) Mexiko-Vertrieb über Scarecrow Records / Oz Productions.
- 2016: Trolldom (CD; Album, Sound Pollution / Dead End Exit Records)

## Musikvideos
- 2010: Gryning (Regie: Daniel Ström)
- 2013: Den Skimrande (Regie: Mathias „Matte“ Hjelm)
- 2016: Härjaren (Regie: Mathias „Matte“ Hjelm)
- 2016: Glöd (Regie: Tyr Sundqvist)